# Степанова, Галина Дмитриевна
Галина Дмитриевна Степанова (13 октября 1911; Губин Угол, Тверская губерния, Российская империя — 12 июля 2006; Москва, Россия) — советская актриса театра и кино. Народная артистка Таджикской ССР (1943).

## Биография
Родилась 13 октября 1911 года в деревне Губин Угол Тверской губернии.
В 1937 году Степанова окончила театральную студию под руководством Алексея Денисовича Дикого, после чего стала служить Ленинградскому БДТ имени М. Горького. В 1938 году с другими сокурсниками по приказу Дикого уехала в Таджикскую ССР для участия в организации Сталинабадского русского театра имени Владимира Маяковского, где проработала около семи лет.
В 1945 году, когда Степанова вернулась в Москву, где до этого и находилась, получила приглашение вступить в группу Центрального детского театра, в результате соглашения, выходила на сцену последующие 34 года. Вышла на пенсию в 1979 году.
Скончалась 12 июля 2006 года на 95-м году жизни в Москве. Похоронена на Даниловском кладбище.

## Фильмография
- 1934 — Частная жизнь Петра Виноградова — девушка в белой одежде
- 1942 — Боевой киносборник Юные партизаны (первая новелла) — Ксения Андреевна Карташова — главная роль
- 1948 — Красный галстук — Надежда Ивановна, жена Вишнякова
- 1953 — Возвращение Василия Бортникова — Татьяна Тимофеевна Большакова, секретарь парторганизации колхоза
- 1956 — Драгоценный подарок — Евдокия Ивановна Сидоренко
- 1957 — Летят журавли — мать Вероники
- 1959 — В степной тиши — Клавдия Ивановна
- 1965 — Слабое сердце (фильм-спектакль)
- 1966 — Бегут дороги (фильм-спектакль) — мать Егора
- 1968 — Чернобурая лиса (фильм-спектакль) — тётка Гарика
- 1975 — День открытых дверей (фильм-спектакль) — санитарка
- 1976 — Рамаяна (фильм-спектакль) — Каушалья

## Оценочные мнения и критика
- киновед Алексей Тремасов рассказал о том, что актриса обладала социальным типажом, поэтому ей пришлось воплощать всевозможных матерей, бабушек, учителей, руководящих работников в своей актёрском искусстве[1].
- Так же говорится, что ей лишь изредка предлагали роли в классических пьесах, но которые она играла с большим удовольствием[1].
- По мнению киноведа Тремасова, свои лучшие роли актриса сыграла у классиков советского кинематографа — Льва Владимировича Кулешова в «Учительнице Карташове» и Всеволода Илларионовича Пудовкина в «Василия Бортникова», создав яркие драматические образы. В первом — бесстрашную учительницу, противостоявшую немцам, во втором — принципиального и решительного секретаря колхозной парторганизации[1].

## Звания и награды
- Народный артист Таджикской ССР (1943)[1].